# Linia kolejowa nr 291 (Czechy)
Linia kolejowa nr 291 – linia kolejowa w Czechach, biegnąca przez kraj ołomuniecki, od Zábřehu do Šumperku. Od listopada 2009 roku linia jest zelektryfikowana.